# Štefan Puslabonić
Štefan Puslabonić (Puszlabonich), hrvaški katoliški duhovnik, jezuit, književnik, * 30. marec 1651, Novi Grad (Güssing); † 31. maj 1705, Budim (danes Budimpešta).
Po rodu je bil iz današnje Gradiščanske (Avstrija). 27. oktobra 1668 je stopil v jezuitski red. Bil je asistent jezuitskega generala, učitelj slovnice in pridigar v trdnjavah na Ogrskem, ki so jih zasedli Turki.
V madžarskih virih je omenjen njegov ilirski molitvenik, ki ni ohranjen. Ker je bil nekoč ilirski posplošeno poimenovanje za Hrvate in druge južne Slovane, je jezikovna različica hrvaščine (ali v gradiščanščini, kajkavščini ali v drugi takratni hrvaški knjižni normi) Puslabonićevega izgubljenega molitvenika danes neznana.